# Нарзикулов, Мухаммедкул Нарзикулович
Мухаммедкул Нарзикулович Нарзикулов (27 июня [10 июля] 1914, Ходжа-Ахрарский сельский совет, Российская империя — 1986, Таджикская ССР) — советский, таджикский и узбекский энтомолог; доктор биологических наук (1958); академик АН Таджикской ССР (1966), Заслуженный деятель науки Таджикской ССР (1980).

## Биография
Родился 10 июля 1914 года в Ходжа-Ахрарском сельском совете.
В 1932 году окончил с похвальной грамотой школу в Самарканде, в 1937 году с отличием окончил биологический факультет Узбекского государственного университета по специальности «зоология беспозвоночных».
С 1941 года работал в Институте зоологии и паразитологии Таджикского филиала Академии наук СССР.
С марта 1942 года служил в Красной Армии; окончил курсы при пулемётно-миномётном училище. Воевал на Сталинградском фронте, был ранен.
После демобилизации по ранению преподавал в педагогическом институте Самарканда, затем — в Узбекском госуниверситете (с 1945 — доцент кафедры зоологии).
С октября 1946 года работал в Институте зоологии и паразитологии им. Е. Н. Павловского АН Таджикской ССР: заведовал отделом систематики беспозвоночных животных (1946—1974), был директором института (1948—1967, 1972—1984). Одновременно преподавал в Таджикском государственном университете, Таджикском медицинском институте, читал лекции в Кабульском университете (1964, 1982); а также был академиком-секретарём отделения биологических наук (1967—1984) и главным учёным секретарём Президиума АН Таджикской ССР (1968—1971).
Скончался в 1986 году в Таджикской ССР.

## Научная деятельность
В 1945 году защитил кандидатскую, в 1958 — докторскую диссертацию.
Основные научные работы посвящены изучению фауны, систематике и биологии тлей Средней Азии. Автор более 400 научных работ.
- Исследовал агробиоценозы хлопчатника как основу для разработки интегрированных способов борьбы с вредителями хлопчатника.
- Описал 52 новых вида и 8 родов тлей[3].

С 1957 — член-корреспондент, с 1966 — академик АН Таджикской ССР. В 1970-е годы избирался председателем научного Совета по биологическим основам освоения горных территорий, председателем Республиканского комитета по международной программе «Человек в 1980 и биосфера».

## Награды
- Заслуженный деятель науки Таджикской ССР (1980)
- Государственная премия имени Абуали ибн Сино[тадж.] в области науки и техники (1984)
- два ордена Трудового Красного Знамени
- два ордена «Знак Почёта»
- медали:
  - «За отвагу»
  - «За трудовую доблесть»
  - «Двадцать лет победы в Великой Отечественной войне 1941—1945 гг.»
  - «Тридцать лет победы в Великой Отечественной войне 1941—1945 гг.»
- Почётная грамота Президиума Верховного Совета Таджикской ССР[2][4].